# Hæstingas
Les Hæstingas sont un peuple anglo-saxon installé dans le Sussex de l'Est. Leur nom, qui les identifie comme la tribu d'un chef nommé Hæsta, est à l'origine de celui de la ville de Hastings.
Cette région semble avoir conservé un caractère distinct du royaume des Saxons du Sud tout au long de la période anglo-saxonne. Elle pourrait avoir été colonisée depuis l'est et le royaume du Kent plutôt que depuis l'ouest.
Le chroniqueur du XIIe siècle Siméon de Durham enregistre la défaite des Hæstingas face au roi Offa de Mercie en 771.